# Мултисистемска терапија
Мултисистемска терапија је модел третмана, посебно делинквената, у коме терапеут ради са младима и породицама, често у њиховом дому, са фокусом одвајање делинквента од вршњака који штетно утичу на његово понашање. Терапија обухвата идентификовање снага породице, развој породичног система подршке, излажење у сусрет потребама младе особе, вршњака и заједнице. Као оријентација у социјалном раду, односи се на приступ који важност даје клијенту као повезаном делу серије система са међусобним утицајима.